# Iglesia de San José de Maipo
La Iglesia de San José de Maipo es un templo católico ubicado en la intersección de las calles de la Inmaculada con Comercio, al frente de la plaza de San José de Maipo, Región Metropolitana, Chile. En conjunto con su casa parroquial fue declarada Monumento Nacional de Chile, en la categoría de Monumento Histórico, mediante el Decreto Supremo n.º 309, del 15 de junio de 1992.

## Historia
El 16 de julio de 1792 el gobernador Ambrosio O'Higgins fundó la Villa de San José de Maipo, asignando un solar para una iglesia y el párroco, en frente de la plaza de armas. Aunque las actividades católicas comenzaron en la villa en 1793, la parroquia fue creada por el obispo Francisco José Morán y erigida el 20 de diciembre de 1798, desmembrándose de la de Ñuñoa.
La construcción del templo finalizó en el año 1800, y en el año 1878 se construyó su acceso principal por iniciativa del párroco Rafael Eyzaguirre, obra del arquitecto italiano Eduardo Pravasoli. El terremoto de 1906 dañó la torre, por lo que fue reconstruida.

## Descripción

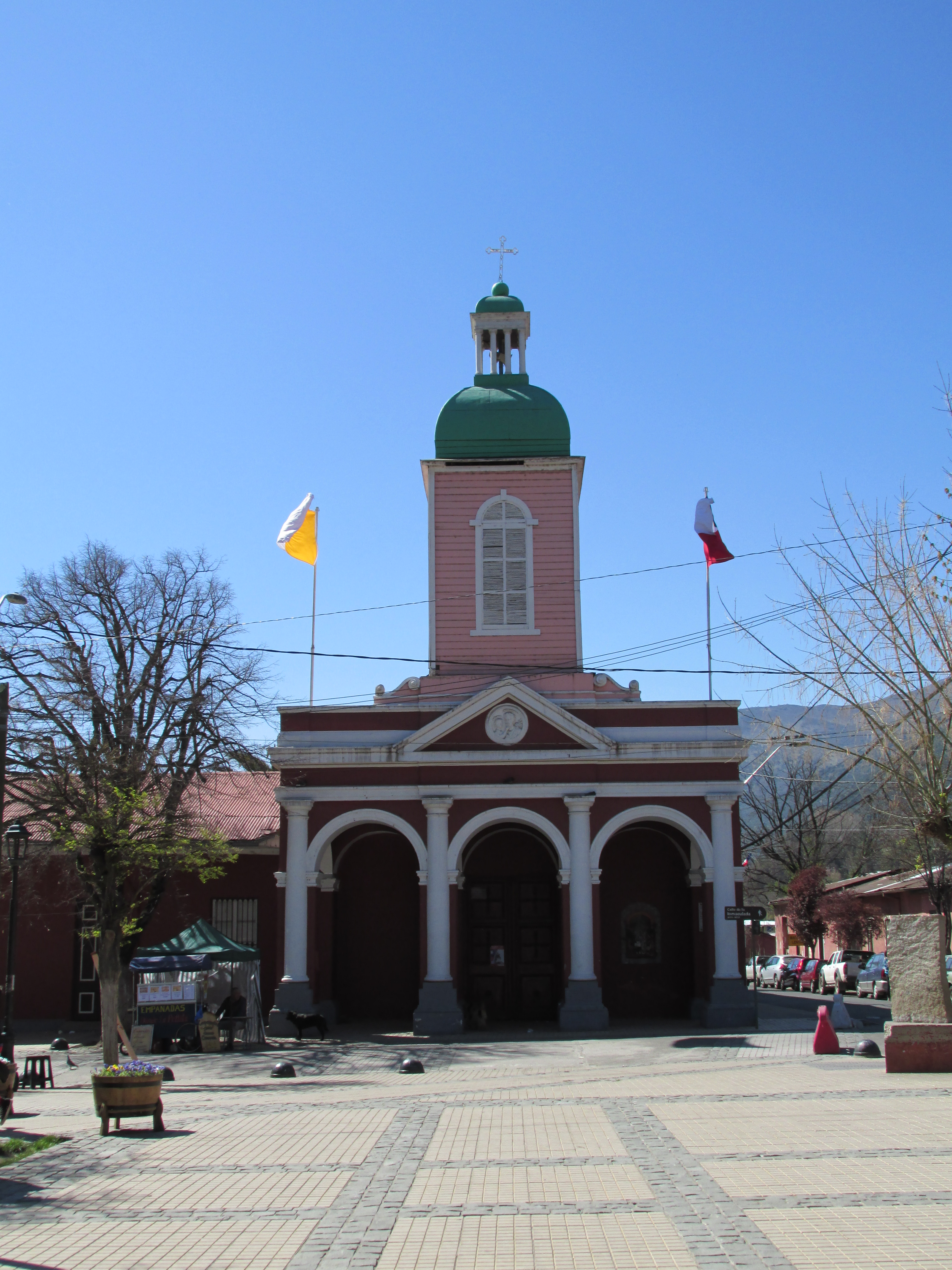
Fachada de la iglesia desde la plaza.

La iglesia cuenta con una sola nave, con muros de adobe estructurados en pilastras del mismo material. Su acceso principal está conformado por arcos de medio punto sobre pilares de albañilería de ladrillo. Sobre el acceso se levanta la torre de estilo neoclásico de estructura de madera de roble, forrada con entablado del mismo material.
En su interior se ubica el coro sobre el acceso, soportado por dos columnas de madera. También se ubican diversas tumbas de párrocos y vecinos ilustres. Un museo recoge registros antiguos, vestimentas, imágenes y campanas que sirvieron en el templo.